# Sandro Puppo

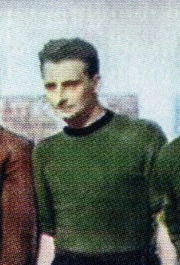
Sandro Puppo

Sandro Puppo (Piacenza, 28 januari 1918 - aldaar, 16 oktober 1986) was een Italiaans voetballer en voetbalcoach.
Puppo voetbalde voor Internazionale en hij werd later coach van het Turks voetbalelftal, FC Barcelona, Juventus en Beşiktaş JK. Hij vertegenwoordigde zijn vaderland bij de Olympische Zomerspelen 1936 in Berlijn.